# Rui Machado
Rui Machado (Faro, 10 de Abril de 1984) é um tenista profissional de Portugal. Em 2011, tornou-se o tenista português com melhor ranking de sempre (59.º) na ATP, superando o seu amigo Frederico Gil que atingiu a posição 62.º, posições essas que foram superadas por o tenista João Sousa que atingiu a 35ª posição. Ele é treinado pelo ex-tenista André Lopes.
Encerrou o ano de 2011 como o número 68 do mundo

## Títulos de singulares
- 2011 Challenger de Szczecin, Polónia sobre Éric Prodon
- 2011 Challenger de Poznan, Polónia sobre Jerzy Janowicz
- 2011 Challenger de Rijeka, Croácia sobre Grega Žemlja
- 2011 Challenger de Marrakech, Marrocos sobre Maxime Teixeira
- 2010 Challenger de Assunção, Paraguai sobre Ramón Delgado
- 2010 Challenger de Napoli, Itália sobre Federico del Bonis
- 2009 Challenger de Atenas, Grécia sobre Daniel Muñoz-De La Nava
- 2009 Challenger de Meknès, Marrocos sobre David Marrero